# Boris Khanukov
Boris Khanukov (in ucraino Борис Григорович Хануков?, Borys Hryhorovyč Chanukov; Charkiv, 28 gennaio 1939 – Colonia, 16 maggio 2023) è stato uno scacchista ucraino naturalizzato tedesco, Maestro Internazionale.

## Biografia
Nei primi anni '80 si è laureato in scienze tecniche al Politecnico di Charkiv. In seguito ha frequentato la scuola di scacchi del Palazzo dei Pionieri di Charkiv, diretta da Aleksandr Mazkjevič. Negli anni '90 ha insegnato in una scuola di scacchi giovanile di Charkiv; tra i suoi allievi vi è stato il futuro Maestro internazionale Artem Cepotan. 
Nel 1999 è emigrato in Germania e da allora si è iscritto alla federazione scacchistica tedesca (Deutscher Schachbund). Ha partecipato a diversi campionati tedeschi a squadre della Bundesliga con la squadra BSW Wuppertal. 
Tra i suoi migliori risultati vi sono le vittorie nel campionato di Charkiv del 1963 e nel campionato dell'Oblast di Charkiv del 1969, quest'ultimo con mezzo punto di vantaggio su Vladimir Savon.  
Khanukov ha avuto un notevole successo negli scacchi seniores. Nel campionato europeo seniores del 2002 a Saint-Vincent (vinto da Vladimir Bukal) ha condiviso il secondo posto con Mark Tajmanov, Jānis Klovāns e Jacob Murey. Sempre nel 2002 ha vinto il campionato tedesco seniores.